# Cybianthus lepidotus
Cybianthus lepidotus (Gleason) G.Agostini – gatunek roślin z rodziny pierwiosnkowatych (Primulaceae). Występuje naturalnie w Wenezueli (w stanie Bolívar), Gujanie, Peru, Boliwii oraz Brazylii (w stanie Amazonas). 

## Morfologia
PokrójZimozielone drzewo lub krzew. Dorastające do 6 m wysokości.
LiścieUlistnienie naprzemianległe. Blaszka liściowa ma eliptyczny kształt, ostrokątną nasadę i spiczasty wierzchołek. Ogonek liściowy jest owłosiony i ma 6–10 mm długości.
KwiatyPłatki mają okrągławy kształt.

## Biologia i ekologia
Rośnie w lasach, na wysokości do 2300 m n.p.m.